# Oleksandrivský rajón (Doněcká oblast)
Oleksandrivský rajón (ukrajinsky Олександрівський район) byl rajón v Doněcké oblasti na Ukrajině. Hlavním městem byla Oleksandrivka a rajón měl přibližně 18 tisíc obyvatel. 

## Sídla v rajónu
- Oleksandrivka